# Ясколка Беринга
Ясколка Беринга или ясколка Беринговская (лат. Cerastium beeringianum) — вид травянистых растений рода Ясколка (Cerastium) семейства Гвоздичные (Caryophyllaceae).
Названа в честь мореплавателя Витуса Берига. 

## Ботаническое описание
Многолетнее растение. Стебель высотой 12—30 см, при основании скрученный или восходящий, потом прямой. Всё растение покрыто жесткими, отстоящими, неодинаковыми по величине волосками с примесью железистых. Листья продолговатые, тупые или островатые, 10—20 мм длиной и 2—4 мм шириной. Цветы в развильчатом соцветии на верхушке стебля, в числе 3—7.

## Распространение и экология
Растёт на прибрежных скалах, в кустарниках, на галечниково-песчаных отмелях.
В России произрастает на севере Урала, в Западной и Восточной Сибири, на Камчатке.

## Значение и применение
Отмечено поедание северным оленем (Rangifer tarandus) на Полярном Урале и Большеземельской тундре. Встречает редко и рассеянно, даёт небольшую зелёную массу и поэтому значительного кормового значения не имеет.